# Amerostenus
Amerostenus is een geslacht van vliesvleugeligen uit de familie Pteromalidae. De wetenschappelijke naam van dit geslacht is voor het eerst geldig gepubliceerd in 1913 door Girault.

## Soorten
Het geslacht Amerostenus omvat de volgende soorten:
- Amerostenus aereipes Girault, 1915
- Amerostenus athanis (Walker, 1839)
- Amerostenus australiensis Girault, 1913
- Amerostenus theope (Walker, 1839)
- Amerostenus tridentatus Girault, 1928
- Amerostenus varidentatus Girault, 1929